# Diacantha pallipes
Diacantha pallipes es una especie de insecto coleóptero de la familia Chrysomelidae.
Fue descrita científicamente en 1901 por Weise.